# Cyclopeltis mirabilis
Cyclopeltis mirabilis är en ormbunkeart som beskrevs av Edwin Bingham Copeland. Cyclopeltis mirabilis ingår i släktet Cyclopeltis och familjen Lomariopsidaceae. Inga underarter finns listade.